# Olympiska spelen

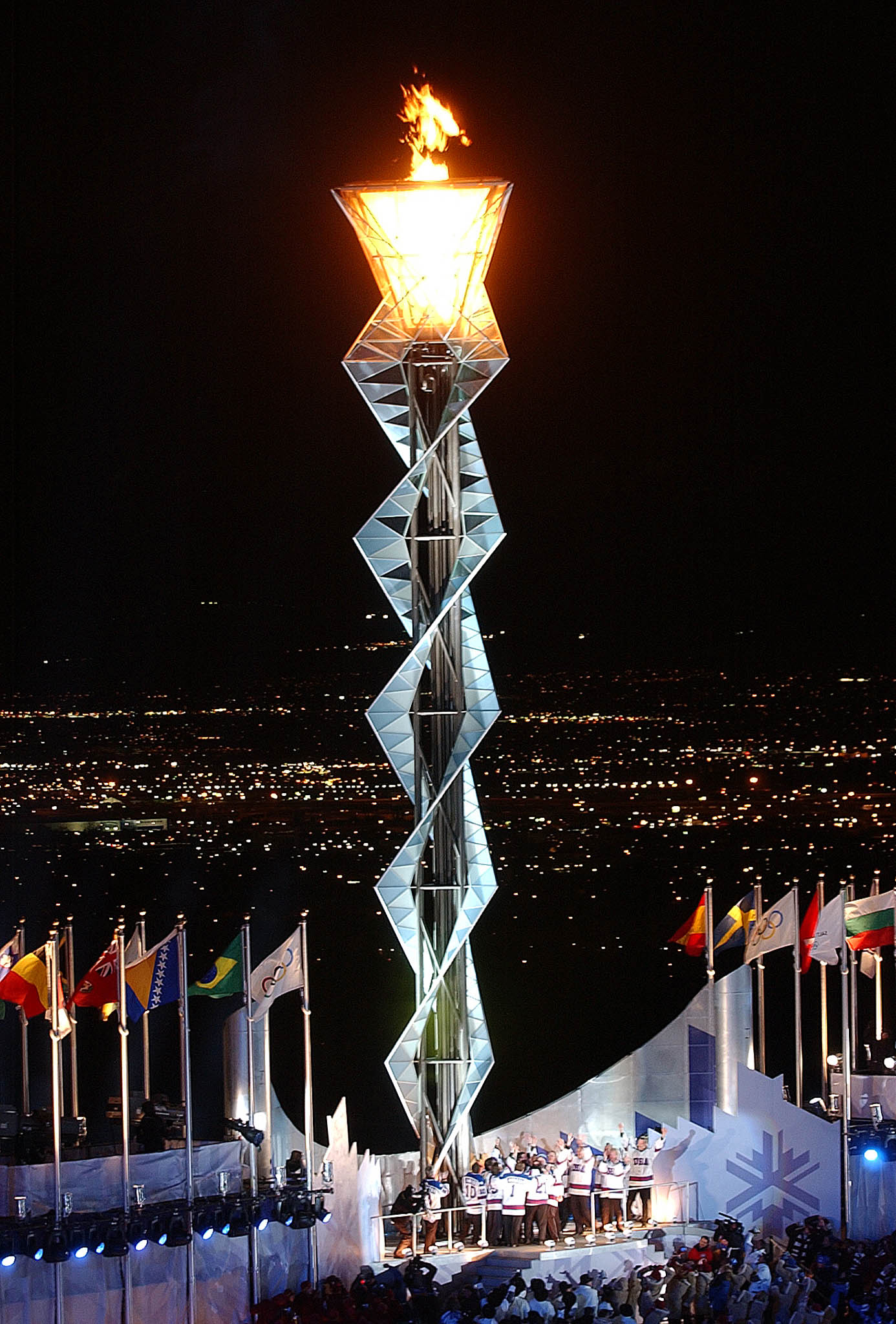
Den olympiska elden, vid olympiska vinterspelen 2002 i Salt Lake City.

Olympiska spelen (OS) är idrottstävlingar som hålls vart fjärde år och är uppdelade i sommarspel och vinterspel. Sommar- och vinterspel hålls dock inte längre under samma år, utan alternerande med två års mellanrum sedan 1994 (se listor nedan). De tidigast dokumenterade olympiska spelen genomfördes 776 f.Kr. i det antika Greklands Olympia. Den olympiska facklan bars första gången från Olympia i Grekland till olympiska stadion vid OS 1936 i Berlin.

## Antikens olympiska spel

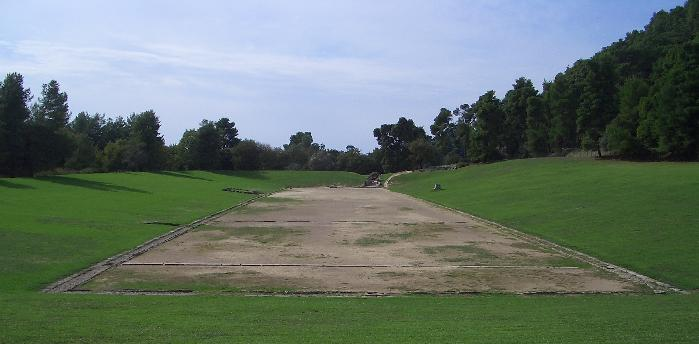
Stadion i Olympia

De moderna spelens fader är den franske baronen Pierre de Coubertin (1863–1937). Inspirationen hämtade han från de idrottstävlingar som hölls i antikens Grekland. Under antiken hölls det idrottstävlingar runt om i Grekland, men de flesta hölls i Olympia. Den äldsta förteckningen över tävlingar i Olympia är från 776 f.Kr. och det finns belägg för minst 239 olika tävlingar, vilka alltså pågick vart fjärde år i nästan 1200 år. Tävlingarna betraktas också som de första dokumenterade händelserna i Greklands historia. Männens löptävling var den enda grenen och alla deltagarna kom från trakten. Den första segraren som nämnts är Koroibos, en kock från Elis. Under 700- och 600-talen f.Kr. infördes också brottning, boxning, ryttartävlingar och tävlingar mellan pojkar. De tävlande, som alla tillhörde elitskiktet från omkringliggande städer, fick segertroféer. Före romartiden 146 f.Kr. fick enbart greker delta. De närliggande städernas representanter grälade om kontrollen över spelen, men en helig vapenvila garanterade åskådare och deltagare fri lejd. Eftersom spelen var en del av hedniska riter accepterades de inte av de kristna.
Deltagarna anlände oftast 30 dagar innan tävlingarna började, och tävlingarna pågick i fem dagar. Ett typiskt olympiskt spel såg under antiken ut ungefär som följer:
Spelen var ursprungligen endagsspel som hölls till guden Zeus ära vart fjärde år. Under senare tider varade spelen i fem dagar. Den första dagen offrades till Zeus, och domarna och deltagarna avlade den olympiska eden. I antikens olympiska spel var Pankration, löpning, längdhopp, spjut, diskus, vapen, brottning, boxning och ridning de viktigaste grenarna. Det tävlades också i femkamp bestående av diskus, längdhopp, spjut, löpning och brottning. Den som vann femkampen fick en olivkvistkrans från guden Zeus "heliga träd".[källa behövs]
Vinnarna togs i allmänhet emot väl i sin hemstad eller hemby och blev ofta rikligt belönade, som tack för att staden eller byn hade uppmärksammats i Olympia, vilket gav eko i hela Medelhavsvärlden. I Aten fick en olympisk vinnare en stor penningsumma som pris, i Sparta, som var en mycket krigisk stad, fick han den farligaste platsen på stridsfältet.
De olympiska spelen förbjöds 394 e.Kr. av kejsar Theodosius I i samband med förföljelser av hedningar i romarriket, och återupptogs först 1896 i och med de moderna olympiska spelens intåg.

### Kvinnor vid antikens olympiska spel
Gifta kvinnor var portförbjudna, men däremot hade ogifta kvinnor tillåtelse att vara åskådare vid de olympiska spelen. Det finns dock exempel på att kvinnor har klätt ut sig till män för att se tävlingarna. Till exempel sägs det att en av deltagarnas mödrar en gång smög in utklädd till man, men när hennes son vann brottningstävlingarna kunde hon inte hålla tillbaka känslorna. Hon avslöjades och dömdes till döden men benådades eftersom hon var mor till en olympisk mästare. Ogifta kvinnor kunde delta som tävlande och det tog denna kvinna stor del av: Cynisca från Sparta blev den första namngivna kvinnliga vinnaren i olympiska spelen då hon vann i hästkapplöpning 396 f.Kr. och 392 f.Kr, och hon följdes av flera kvinnor.

## De moderna olympiska spelen

### Föregångare
Den olympiska idén kom inte helt att försvinna. Till exempel arrangerades i början av 1600-talet Cotswold Olympick Games i västra England. I Frankrike arrangerades Olympiades de la République 1796-1798. Det var också vid dessa franska spel som meter blev standard för mätning inom idrotten. 1834 bildade fäktmästaren Gustaf Schartau den Olympiska Föreningen i Helsingborg och olympiska spel hölls detta år i Ramlösa utanför Helsingborg, de så kallade Olympiska spelen i Ramlösa. De var tänkta att hållas varje år, men kom endast att arrangeras en gång till, 1836. Han gjorde dock ett försök till i Stockholm 1843, med som mest 25 000 besökare till Gärdet. År 1850 startade ett bokklubb i Much Wenlock i det engelska grevskapet Shropshire en "olympisk klass" som utvecklade sig till Wenlock Olympian Games som under namnet Wenlock Olympian Society Annual Games än idag arrangeras. År 1866 följde William Penny Brookes, ordförande för Wenlock Olympian Society, upp utveckling genom att arrangera nationella olympiska spel i Londons Crystal Palace.
I Grekland kom intresset för ett återinförande av olympiska spel att väckas i samband med den grekiska revolutionen mot det osmanska rikets styre över landet. 1833 utkom dikten "De dödas dialog" av Panagiotis Soutsos där författaren för första gången väcker tanken.  År 1859 följde den första upplagan av Olympien, en nationell tävling som ses som den viktigaste föregångaren till de moderna olympiska spelen. Dessa spel initierades av den grekiska köpmannen Evangelos Zappas och genom den grekiska kungen Otto I:s intresse fick spelen hög status och internationell uppmärksamhet. Dessa spel arrangerades på Panathinaikon som var plats för spelen fram till 1889.

### De olympiska spelens återupplivning

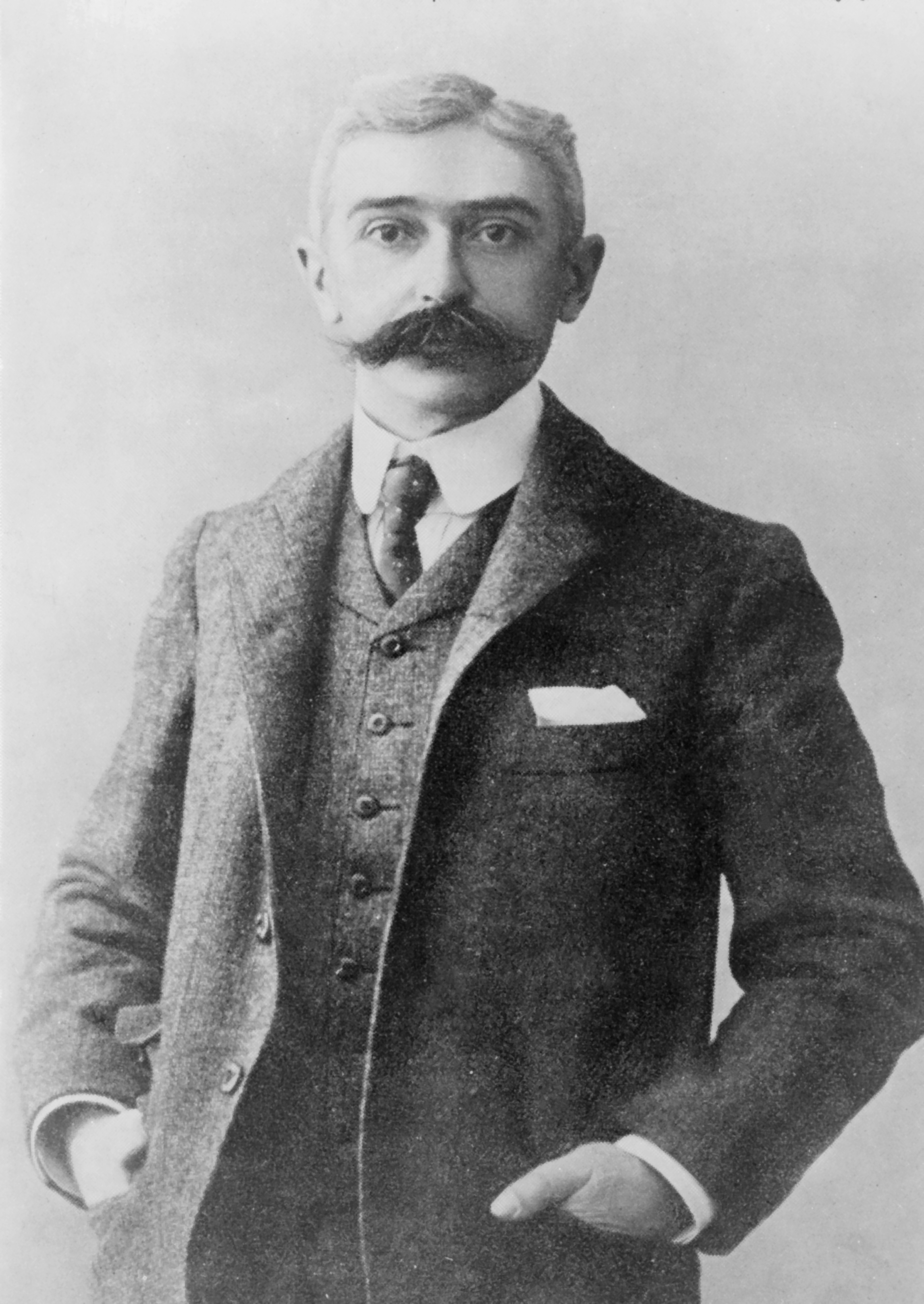
Pierre de Coubertin.

1766 återupptäcktes sport- och tempelanläggningarna i Olympia och 1875 följde arkeologiska utgrävningar under ledning av Ernst Curtius. Under perioden växte intresset för antiken och romartiden och den olympiska tanken väckte mångas intresse. En av de som intresserade sig var Pierre de Coubertin. de Coubertin var påverkad av det gamla grekiska idrottsidealet om samspelet mellan kropp och själ och blev tidigt övertygad om vikten av fysisk fostran för utvecklingen av unga människor. Han hävdade också betydelsen av internationella idrottstävlingar för att hindra stridigheter mellan nationerna och skapa fred. Att återuppliva de olympiska spelen såg de Coubertin som sättet.
De Coubertin besökte Olympia 1890 vilket stärkte hans idéer. de Coubertin tog med de idéer som Brookes och Zappas skapat sina tävlingar utifrån och lade till rotationsprincipen där värdskapet växlar mellan olika värdländer. de Coubertin presenterade sitt koncept på en kongress som hölls på Sorbonne i Paris i juni 1894 som idag räknas som den första olympiska kongressen. På kongressens sista dag beslöt deltagarna att de första moderna spelen skulle arrangera i dess ursprung Aten 1896. För att arrangera spelen skapades Internationella olympiska kommittén (IOK).

### Återstarten

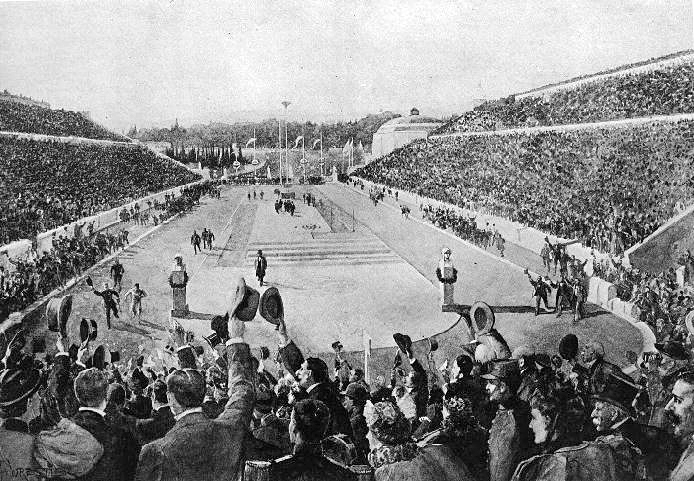
Maraton 1896 i Aten

De olympiska spelen i Aten 1896 blev en stor framgång. Antalet deltagare var 250 vilket gjorde det till det största idrottsevenemanget sedan antiken. De grekiska arrangörerna var såpass begeistrade att de föreslog att spelen alltid skulle arrangeras i Grekland.  Men efter denna första framgång hamnade rörelsen i en kris. Spelen som följde i Paris 1900 och St. Louis 1904 präglades av dålig organisation och litet intresse. Spelen arrangerades i samband med världsutställningarna. 1906 följde så en återgång till Aten då extraspel genomfördes. Intresset återväcktes och 1908 ägde spelen rum i London men dessa extraspel i Aten räknas inte till spelen officiellt.

### Utveckling
Vintersporten konståkning fanns med på programmet vid sommarspelen 1908 och 1920, och 1920 fann även ishockey med vid spelen i Antwerpen. IOK ville ha ytterligare vintersporter med i det olympiska programmet. 1924 beslöts att organisera en "internationell vintersportvecka" under IOK:s ledning. 1924 arrangerades i Chamonix denna vecka som egentligen var 11 dagar och det blev en stor framgång. Detta gjorde att IOK 1925 beslöt att arrangera vinterspel och att veckan i Chamonix retroaktivt blev de första vinterspelen. Vinterspelen arrangerades först i samma land som även arrangerade sommarspelen, men från 1948 har utnämningarna varit separata. 1986 beslöt IOK att spelen skulle arrangeras olika år och från 1994 har vinter- och sommarspel separata cykler.
Ludwig Guttmann strävade efter andra världskriget för rehabiliteringen av handikappade soldater och deras integrering i samhället. 1948 arrangerades de första Stoke Mandeville Games med olika idrotter på programmet. Dessa tävlingar ledde fram till att de första Paralympics arrangerades 1960. Från 1976 arrangeras även Paralympics i samband med de olympiska vinterspelen. Från och med 1988 arrangeras Paralympics på samma ort som de olympiska spelen.
Sedan 2010 arrangeras även Olympiska spelen för ungdomar vilket går tillbaka till en idé av IOK-presidenten Jacques Rogge. De första sommarspelen arrangerades 2010 i Singapore och de första vinterspelen 2012 i Innsbruck.

## Organisation

### Den olympiska rörelsen

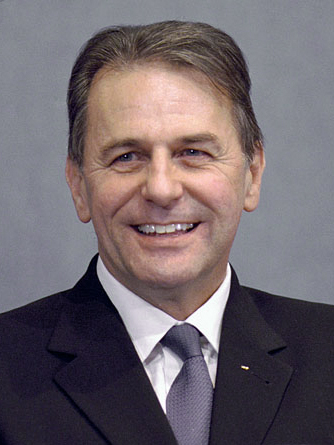
Jacques Rogge.

Den olympiska rörelsen kallas de nationella och internationella idrottsförbund och organisationer som följer den olympiska chartan tillsammans med huvudorganisationen IOK. Till denna rörelse räknas även idrottare, funktionärer, domare med flera. Paraplyorganisation är Internationella olympiska kommittén (IOK) med säte i Lausanne. Sedan 2013 är Thomas Bach president för IOK. IOK leder rörelsen och innehar alla rättigheter till olympiska symboler och själva spelen. IOK är medorganisatör till de olympiska spelen och Paralympics, väljer arrangörsorter och deltagande sporter samt säljer mediarättigheter. Internationella olympiska kommitténs ledamöter är individuellt utsedda av IOK. De är därför IOK:s representanter i sina respektive hemländer, där de har uppgiften att företräda den olympiska rörelsens intressen.
Den olympiska rörelsen består av
- Internationella sportförbund som till exempel FIFA, FIS och UCI
- Nationella olympiska kommittéer som företräder IOK i respektive medlemsland och väljer ut de idrottare som deltar i spelen. I Sverige är det Sveriges Olympiska Kommitté (SOK).
- Organisationskommittéer som planerar och övervakar arrangemangen i samband med de olympiska spelen.

Officiella språk inom rörelsen är engelska och franska samt arrangörslandets egna språk.

### Kritik
IOK har som organisation kritiserats för att det är dålig insyn i verksamheten och kritik har riktats mot att den är oflexibel och inte villig till förändring. Avery Brundage och Juan Antonio Samaranch kritiserades av olika anledningar för sitt ledarskap. Brundage höll fast vid obsoleta amatörregler. Samaranch anklagades för envälde och korruption. Kritik har också riktats mot att IOK-ledamöterna satt kvar på sina poster under lång tid. 
I december 1998 avslöjades också att flera IOK-ledamöter mutats i samband med val av ort för vinterspelen 2002. Detta ledde till reformer där man bland annat ändrade hur valet av arrangör genomfördes och IOK utsåg många aktiva och tidigare aktiva idrottare till nya ledamöter.
I april 2018 argumenterade norske friidrottstränaren Håkon Lutdal för spelens avskaffande, och ansåg att man inte behöver samla olika sporter på samma ort, oavsett hur populära eller inte de är där. I stället argumenterade han för att stärka världsmästerskapen i olika sporter, vanligtvis på platser med mer intresserade åskådare.

## Kommersialisering
IOK var från början emot finansiering genom sponsring. Först efter att Avery Brundage lämnat posten som ordförande 1972 började IOK att använda sig av TV:s potential och reklammarknadens potential. Under Juan Antonio Samaranchs tid som ordförande intensifierades detta och spelens kommersialisering ökade. 

### Reklam
Under spelen får inte reklam förekomma på arenorna. Däremot kan IOK genom avtal låta sponsorer använda olympiska spelens officiella logotyp på sina produkter.
De aktiva under spelen får inte bära reklam eller exponeras i kommersiella sammanhang. Den enda reklam som får förekomma är klädtillverkarens logotyp, men även beträffande denna finns begränsningar för hur mycket den får synas. Under spelen får deltagande idrottsutövare inte bära symboler eller framföra budskap som är politiska, religiösa eller reklam.

### Budget
Under första halvan av 1900-talet hade IOK bara en liten budget för spelen. Avery Brundage stoppade försöken till kommersialisering. Brundage var övertygad att företags intressen skulle få för stor påverkan på IOK:s beslut. Detta gjorde att varje organisationskommitté för de olika spelen själv ansvarade för att få fram sponsorsavtal. När Brundage lämnade 1972 hade IOK en förmögenhet på 2 miljoner dollar, åtta år senare hade den stigit till 45 miljoner dollar genom sponsring och försäljning av TV- och radiorättigheter. Vid spelen i Los Angeles 1984 markerades en vändpunkt då organisationskommittén lyckades skapa ett överskott på 225 miljoner dollar. 1985 följde The Olympic Program av Samaranch där partners i programmet fick rätt att använda olympiska symboler i sin marknadsföring.
Det långsiktiga utfallet av respektive stads investeringar har varit olika. OS i Sotji 2014 gjorde en förlust på 12 miljarder US-Dollar, likaså har spelen i Peking 2008 och Vancouver 2010 varit förlustaffärer. Däremot har ovan nämnda OS i Los Angeles 1984 lyfts fram som ett exempel på hur man kan skapa ett överskott. Ett ännu positivare exempel är OS i Barcelona 1992 som hjälpte staden att öka sin attraktivitet avsevärt. Ett vanligt förekommande problem är att man överskattar effekterna av ett OS, 2012 tvingades hotellen i London att sänka sina priser med 25% eftersom efterfrågan var mindre än förväntad. Andrew Zimbalist identifierar tre väsentliga problem inför ett OS: 1. bjudningsprocessen "kidnappas" av privata intressen som lovar mer än vad de kan hålla i slutändan, 2. det skapas en överkapacitet på byggnader, 3. turism ökar generellt sett inte.

### TV:s inflytande
TV:s inflytande över OS har varit stort. TV-premiären skedde i Berlin 1936 då sändningarna nådde tittare i Berlinregionen. Ett genombrott kom tjugo år senare i samband med OS i Cortina d'Ampezzo 1956. 1960 betalade för första gången TV-bolag för sändningarna. Under 1960- och 1970-talet ökade intresset för spelen genom TV-sändningarna och samtidigt kunde IOK ta mer betalt för sändningarna. 1968 såg omkring 600 miljoner TV-tittare sändningarna från Mexico City. 1984 hade antalet stigit till 900 miljoner och 1992 till 3,5 miljarder. I Sverige och Norge sändes de olympiska spelen 2014 för första gången i kommersiell och betal-TV. I Sverige fick TV3 nytt tittarrekord under sina sändningar.

## Idrott

### Olympiska sporter
De olympiska spelens program omfattar totalt 33 olika sporter, 26 i sommarspelen och sju i vinterspelen (15 med en finare indelning). Antalet sporter är 38 om man delar upp vattensport och skridsko i dessa olika discipliner vilket IOK har valt att inte göra. Friidrott, simning, fäktning och gymnastik är de idrotter som funnits med vid samtliga sommarspel. Längdskidåkning, backhoppning, ishockey, konståkning, nordisk kombination och skridskosport har funnits med från starten i vinterspelen.
Vilka sporter som funnits med på OS-programmet har varierat. I sommar-OS 2004 fanns 28 sporter enligt IOK:s räknemetod (där kategorier som vattensport räknas som en enda sport). 1896 fanns nio sporter: cykling, fäktning, gymnastik, tyngdlyftning, skytte, friidrott, simning och brottning. Även rodd stod på programmet men ställdes in på grund av dåligt väder.
Många sporter har lagts till under årens lopp. Andra har tagits bort, senast baseboll och softboll som enligt 2005 års beslut inte fanns med i OS 2012. 2002 beslöt IOK att begränsa spelen till 28 sporter, 301 tävlingar och 10 500 deltagare. Då man inte kunde enas om vilka sporter som skulle ersätta är antalet sporter 2012 i London 26. Vid spelen 2016 i Rio de Janeiro är de åter 28 då golf och rugby tillkommer.
Fram till 1992 arrangerades även demonstrationstävlingar för sporter som officiellt inte tagits upp på programmet men som fick chansen att visa upp sig. Bland de sporter som senare tagits upp som officiella hör curling och taekwondo. Bandy var demonstrationssport vid spelen i Oslo 1952. Konsttävlingar ingick i olympiska sommarspelen från Stockholm 1912 till och med London 1948.
Många idrotter som inte har (ännu) kvalificerat sig till att få ingå i de Olympiska spelen samlas i stället i den parallella tävlingen World Games.

### Amatörstatus och proffs
Pierre de Coubertin tog i stor utsträckning till sig av aristokratins etik som den återgavs på engelska privatskolor, kopplat till gentlemannaidealet och fairness. Baserat på detta synsätt ansågs att proffsidrottare skaffat sig en orättvis fördel gentemot amatörer. Att proffs uteslöts från de olympiska spelen ledde fram till kontroverser och konflikter om vilka som fick vara med och inte. Exempelvis diskvalificerades segraren i femkamp 1912, Jim Thorpe, sedan det blivit känt att han som halvproffs spelat baseball. Först 1983 rehabiliterades han av IOK. 1972 utestängdes den österrikiske utförsåkaren Karl Schranz kort före spelens start av Avery Brundage för att ha brutit mot amatörreglerna. Brundage blev under sin tid som IOK-ordförande känd för sin stora ovilja att kompromissa i den infekterade frågan om amatörstatusen.
Efterhand kom dessa regler uppenbart att bli förlegade när idrotten utvecklades och sågs alltmer som ett hyckleri. TIll exempel ifrågasattes östblockets amatörstatus då idrottare från dessa länder i praktiken var proffs då de var anställda av staten och kunde ägna hela sin tid åt att idrotta. I väst fanns ett liknande system där idrottare kunde vara sportsoldater och koncentrera sig på träning men officiellt vara inkallade i armén. Personer med finansiella medel kunde också ägna sig på heltid åt sin sport. Trots denna utveckling behöll IOK amatörreglerna länge. Först från 1970-talet luckrades reglerna upp och på 1990-talet togs de bort helt. Detta visade som tydligast när USA för första gången kunde ha med NBA-proffs i basketturneringen 1992, det så kallade Dream Team. 1998 tilläts även för första gången proffs vara med i ishockeyturneringen i Nagano. Den enda sporten som fortfarande bara tillåter amatördeltagare är boxning. I fotboll har man övergått från amatörregler till att endast tillåta U23-landslag med tre överåriga spelare.

## Olympiska symboler och ceremonier

### Symboler

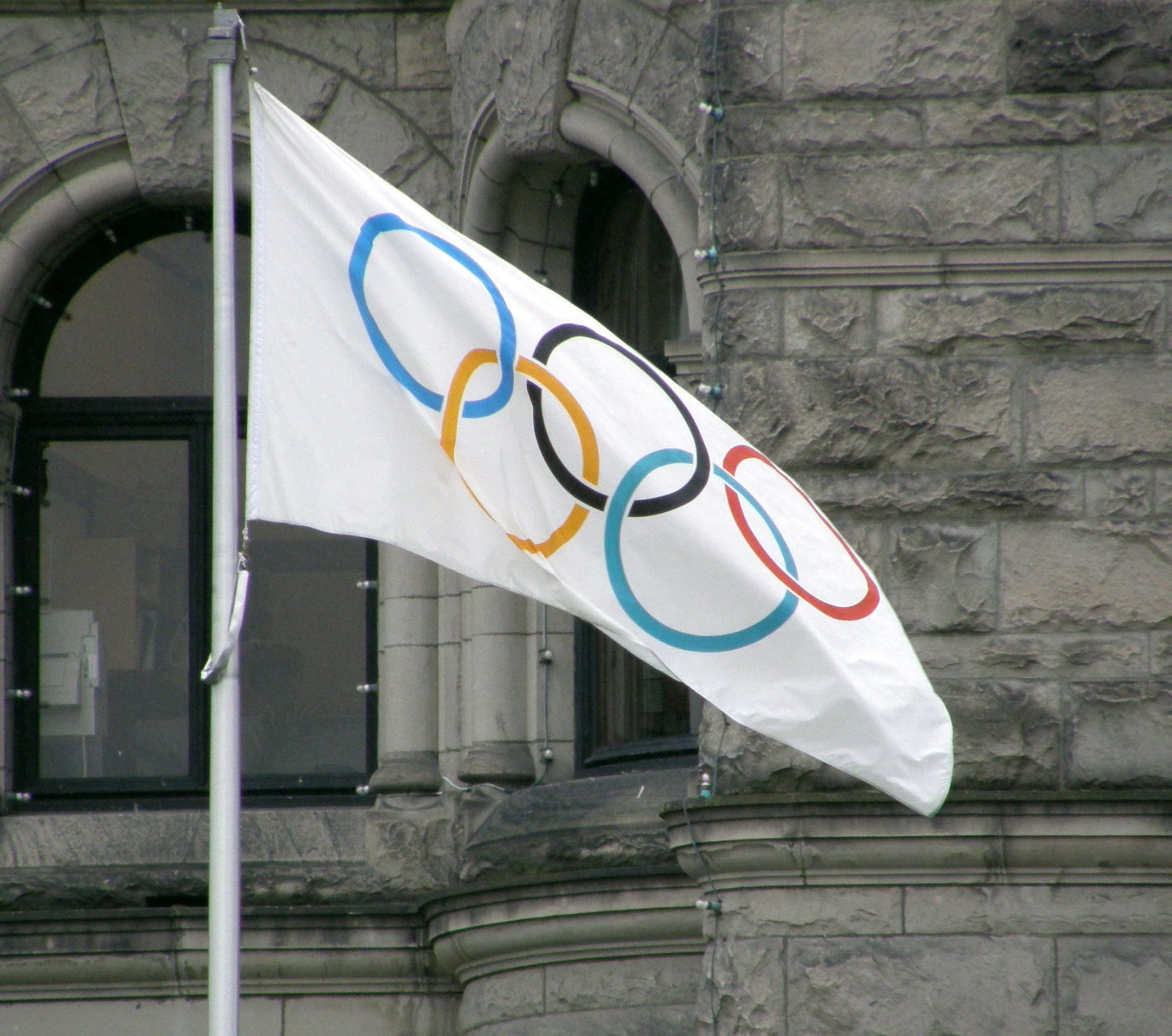
Flaggan

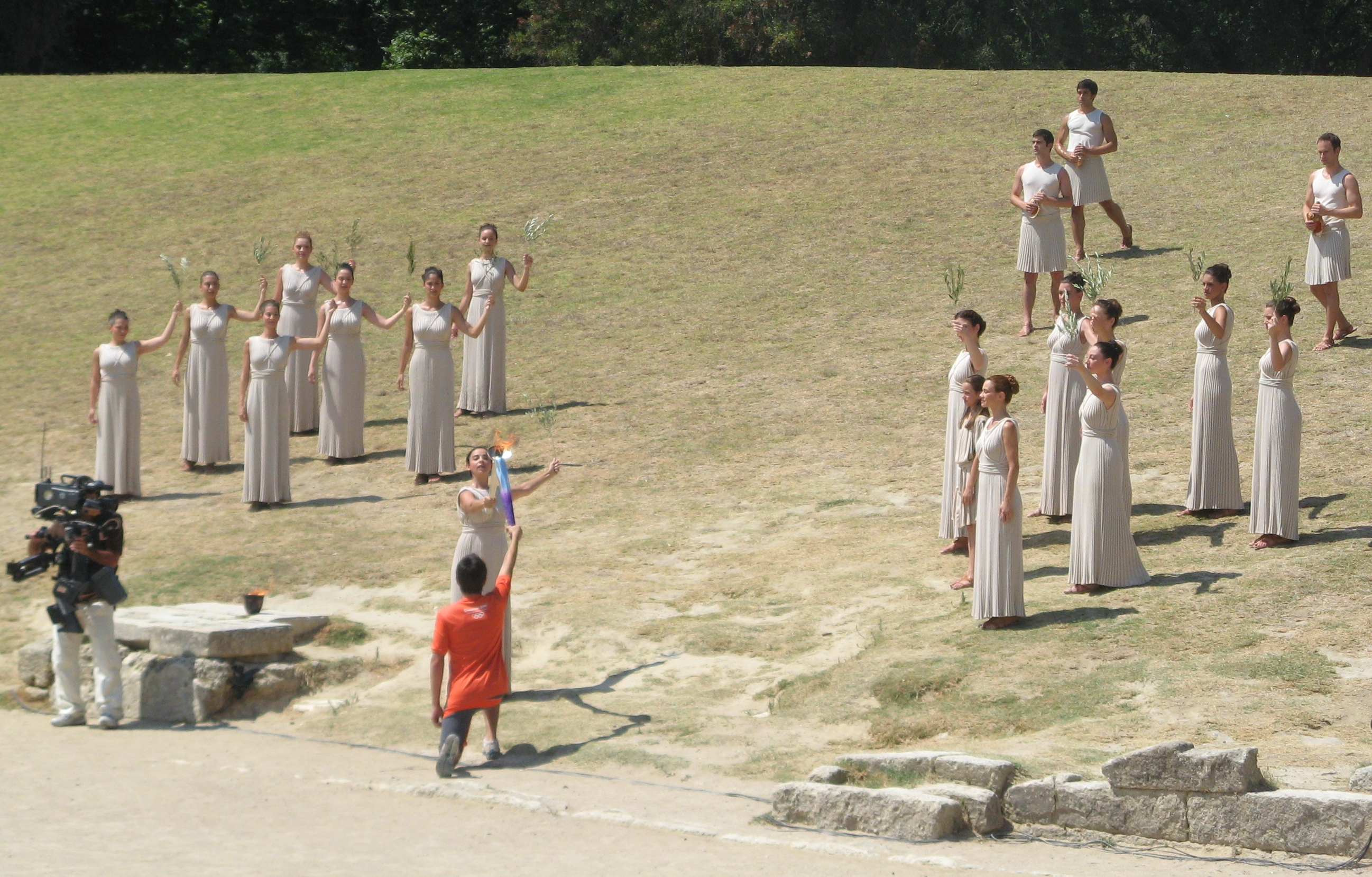
Fackeltändning i Olympia (2010)

Den olympiska rörelsen använder flera olika symboler som fastslagits i den olympiska chartan och som är upphovsrättsligt skyddade. Den mest kända av dessa är den olympiska flaggan och dess fem ringar i färgerna rött, blått, grönt, gult och svart. Bakgrunden är vit. 
Dessa färger valdes ut då varje lands flagga innehåller minst en av dessa färger. Ringarna står också för de fem världsdelarna enligt traditionell syn. Flaggan skapades 1914 och har hissats vid spelen sedan Antwerpen 1920. Den olympiska rörelsens officiella motto är citius, altius, fortius, snabbare, högre, starkare på latin. Det myntades ursprungligen 1891 av dominikanermunken Henri Didon i samband med en prisutdelning i Paris 1891. I OS-sammanhang användes det första gången av Michel Bréal vid kongressen 1894.  de Coubertin myntade också det välkända ordstävet: "Det viktigaste i livet är inte att segra, utan att kämpa väl."
Några månader innan spelens start sker också en ceremoni i Olympia i Grekland som utgår från en antik ritual när den olympiska facklan tänds. Facklan tänds och ges till den första löparen i en stafett som avslutas i den aktuella arrangörsstaden där den tänder den fackelstad som pågår under spelen. Traditionen med en olympiska eld började vid spelen i Amsterdam 1928. Att elden förs från Olympia till arrangörsstaden började med spelen i Berlin 1936 efter en idé av Carl Diem. För vinterspelen gäller detta sedan spelen i Oslo 1952.
En ytterligare tradition är att arrangörsorten ger vidare en olympisk fana till nästa arrangörsort. Denna tradition började i Paris 1924. Till en början var det den så kallade Antwerpenflaggan som fördes vidare. Vid de första spelen efter andra världskriget i London 1948 gavs denna flagga vidare av en officer ur det skotska gardet till IOK:s dåvarande president Sigfrid Edström som i sin tur gav den vidare till Londons borgmästare. De föregående spelen hade då gått i Berlin 1936. Sedan 1960 äger denna ceremoni rum i samband med avslutningsceremonin och ingår i det olympiska protokollet. Detta efter ett förslag av Finlands Fredrik von Frenckell vid spelen i Melbourne. Vid spelen 1984 deltog inte Sovjetunionen och då gavs fanan vidare av IOK-presidenten Juan Antonio Samaranch. Sedan spelen 1988 är Antwerpenfanan ersatt av en modernare variant. Motsvarigheten vid vinterspelen är den så kallade Osloflaggan.

### Öppningsceremoni

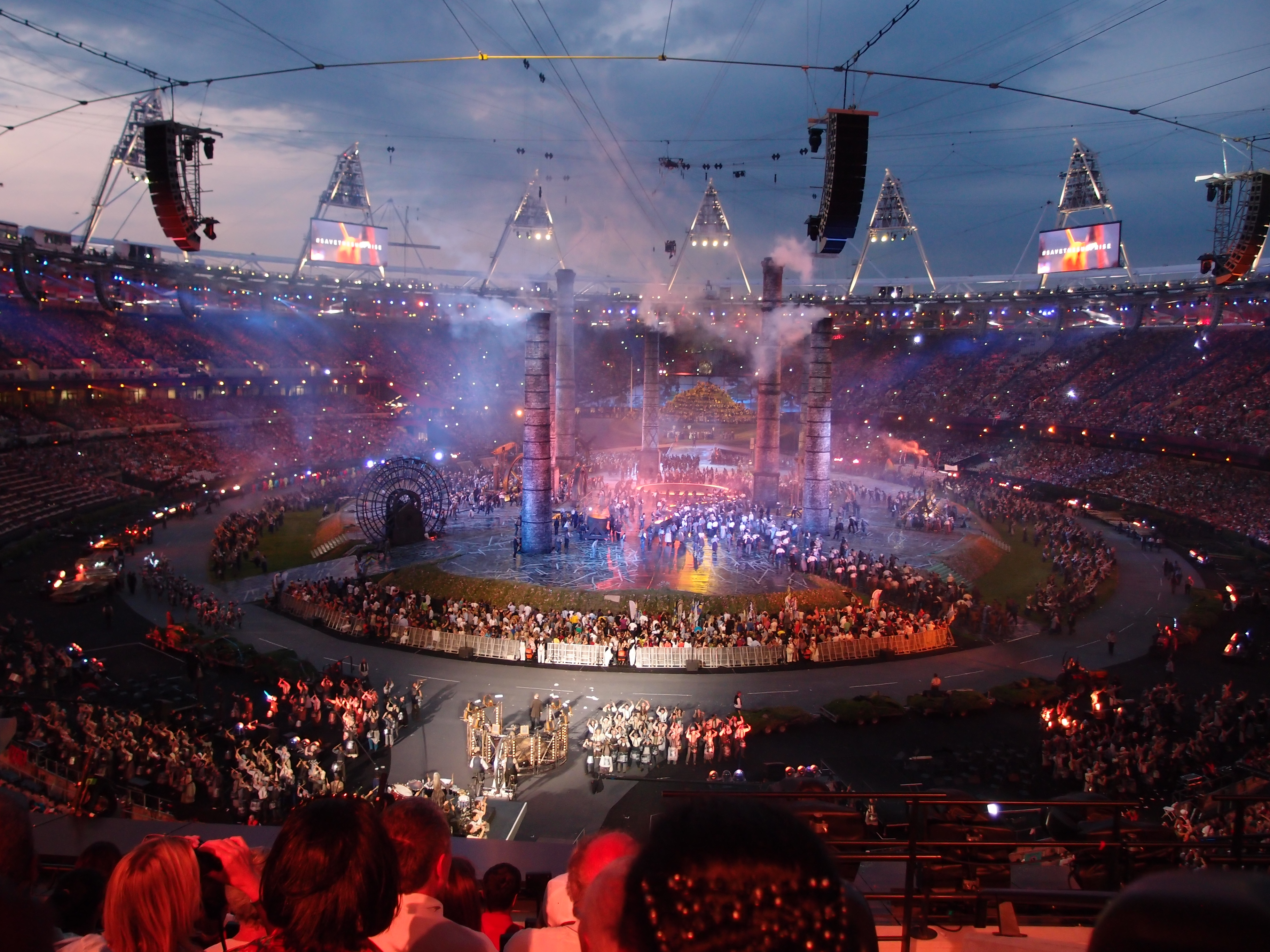
Öppningsceremonin i London 2012.

Öppningsceremonin omfattar en rad traditioner som fastslås i den olympiska chartan. Firandet inleds med hissandet av arrangörslandets flagga och att nationalsången spelas. Efter det följer olika kulturella inslag (musik, sång, dans, teater) som ska representera värdlandet. Denna del har genom åren vuxit i omfattning. Vid spelen i Peking uppgick kostnaderna till 100 miljoner dollar.. Efter det följer inmarschen av deltagarna. En idrottare från varje land går i täten som fanbärare. Sedan 1928 är det Grekland, spelens ursprungsland, som går in först. Sedan följer deltagarna i alfabetisk ordning utifrån engelska eller franska. Vid spelen i Peking 2008 baserade sig inmarschens ordning efter kinesisk skrift.
När alla idrottare kommit in på arenan håller organisationskommitténs ordförande ett kort tal varpå IOK-presidenten tar vid och talar innan han ger över ordet till värdlandets statsöverhuvud som officiellt förklarar spelen för öppnade. Därefter spelas den olympiska hymnen samtidigt som den olympiska flaggan bärs in och en idrottare svär den olympiska eden. Det sista som sker är att den olympiska facklan kommer in med den nästa sista stafettlöparen som ger över den till den sista löparen som tänder elden. Tidigare släpptes även fredsduvor men traditionen togs bort efter spelen i Seoul då duvorna hamnade i elden.

### Avslutningsceremoni
Avslutningsceremoni äger rum när alla tävlingar avslutats. Sedan 1956 är dessa betydligt mindre formella än öppningsceremonierna. Återigen kommer deltagarna in på huvudarenan men är nu blandade och inte uppdelade i nationer. IOK-presidenten håller ett tal och tilldelar sedan arrangörskommitténs medlemmar den olympiska orden. Sedan 1984 sker överlämnandet av den olympiska flaggan till nästa arrangör här. Den olympiska hymnen spelas och elden släcks. Ceremonin avslutas med en kortare uppvisning av nästa arrangörsort.

### Maskotar
OS-maskoten är en del i marknadsföringen för den stad som arrangerar spelen. OS-maskotar förekommer sedan 1968. För vinterspelens del gjorde maskoten debut 1980 i Lake Placid.

## Spelen och politik
Tvärtemot Pierre de Coubertins förhoppningar förhindrade inte spelen utbrotten av krig. 1916 ställdes spelen i Berlin in på grund av första världskriget och sommar- och vinterspelen ställdes in 1940 och 1944 som en följd av andra världskriget.
Nazisterna använde framgångsrikt sommarspelen i Berlin och vinterspelen i Garmisch-Partenkirchen 1936 som en arena för sin propaganda för att förbättra Tysklands anseende i utlandet och visa upp ett land med goda avsikter och viljan till fred. Nazisterna ville också demonstrera den "ariska rasens" överlägsenhet vilket misslyckades genom Jesse Owens framgångar. Under spelen tog man också bort antisemitiska paroller och tidningen Der Stürmer togs bort från försäljning under spelen.  Många nationers idrottslag under Berlin-OS 1936 gjorde vad man i dag tolkar som en Hitlerhälsning. Men den så kallade romerska hälsningen levde faktiskt kvar i de moderna olympiska spelen ända till efter andra världskriget.
Sovjetunionen deltog inte i OS förrän 1952. Istället valde man från 1928 att arrangera Spartakiader. Under samma period ägde flera gånger så kallade arbetarolympiader rum som alternativ till de olympiska spelen som sågs som kapitalistiska och aristokratiska.
Vid spelen i Mexico City 1968 protesterade de amerikanska friidrottarna Tommie Smith och John Carlos under segerceremonin genom att visa sitt stöd för Black Power-rörelsen. IOK valde då att ställa ultimatumet till USA:s olympiska kommitté USOC att antingen skicka hem de två eller att hela friidrottslaget blev hemskickat. USOC valde att skicka hem Smith och Carlos.
Under sommarspelen i München 1972 tog den palestinska organisationen Svarta september elva medlemmar ur det israeliska laget som gisslan. Vid en misslyckad fritagning på flygplatsen Fürstenfeldbruck dödades samtliga i gisslan och de fem terroristerna samt en tysk polis. IOK-presidenten Brundage drev linjen att spelen skulle återupptas, "The games must go on", vilket de också gjorde.
I Centennial Olympic Park i Atlanta 1996 sprängdes en bomb och två människor dödades och 111 skadades. Bomben hade placerats av Eric Rudolph ur den rasistiska Christian-Identity-rörelsen.

### Bojkotter
De olympiska spelen har bojkottats ett flertal gånger. Första gången en bojkott förordades var vid de första spelen 1896 då tyska nationella ansåg det vara landsförräderi att delta. 1956 bojkottade Nederländerna, Spanien och Schweiz spelen i Melbourne i protest mot Sovjetunionens invasion i Ungern samma år. Vid samma OS deltog inte heller Egypten, Irak, Kambodja och Libanon som en följd av Suezkrisen.
1972 och 1976 hotade flera afrikanska länder med bojkott om IOK inte stängde av Sydafrika och Rhodesia vilket IOK också gjorde. Vid spelen 1976 bojkottade 28 afrikanska länder samt Irak och Guyana spelen sedan IOK inte stängt av Nya Zeeland. Nya Zeeland hade då brutit idrottsembargot mot Sydafrika genom att spela en rugbylandskamp. IOK ansåg inte att man skulle agera då rugby inte var en olympisk sport. 1976 meddelade även Kanadas regering efter press från Folkrepubliken Kina att Taiwan inte skulle få delta under namnet Republiken Kina. Detta gjorde att Taiwan valde att inte delta och först 1984 återkom och sedan dess deltar som Kinesiska Taipei med en speciellt av IOK framtagen flagga.

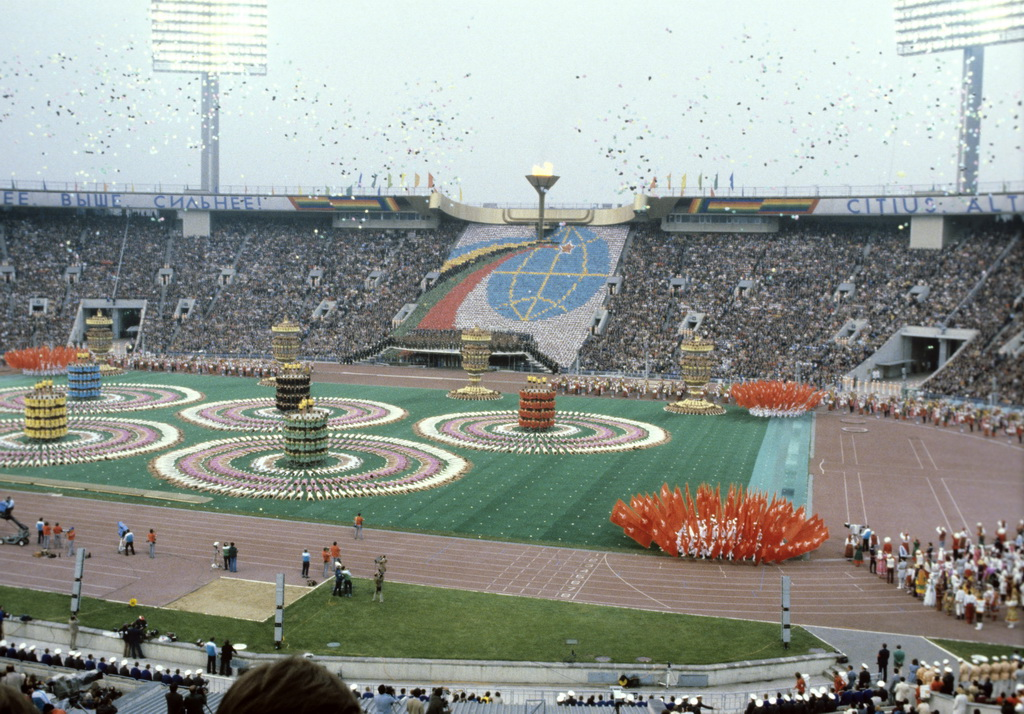
OS 1980.

OS i Moskva 1980 blev bojkottat av många västländer, på grund av Sovjetunionens invasion av Afghanistan. USA:s upprop till bojkott följdes av Nato-länderna Västtyskland, Kanada, Norge, Turkiet samt ytterligare 37 länder. Storbritannien, Italien, Frankrike, Spanien och Österrike valde att delta men deltog inte i ceremonierna alternativt använde inte sin nationsflagga vid invigningen.
Bojkotten 1980 ledde till att många östländer i sin tur bojkottade OS i Los Angeles 1984. Undantaget utgjorde Rumänien. Sovjetunionen ansåg att det rådde starka antisovjetiska stämningar i USA. Bland annat fanns röster i USA för att utesluta Sovjetunionen från de olympiska spelen. Antisovjetiska åsikter hade också blivit starkare efter att Sovjet skjutit ner en sydkoreansk jumbojet 1983. Bojkotterna 1980 och 1984 ledde till ett IOK-beslut som förordade de nationella kommittéernas plikt att säkra sina idrottares deltagare. Trots detta kunde man inte förhindra att Nordkorea bojkottade spelen i Seoul 1988 vilket i solidaritet med Nordkorea även Kuba, Nicaragua och Etiopien gjorde. Nordkorea var missnöjt med att man inte fick dela värdskapet med Sydkorea.
Även inför OS i Peking 2008 förekom livliga diskussioner, men mindre om bojkott än om lämpligheten av politiska ledares närvaro vid invigningen.

### Dopning
Ett av de stora problemen vid OS är dopning. I början av 1900-talet började idrottare att använda sig av droger, användningen av kokain var utbredd. Maratonvinnaren vid spelen 1904 Thomas Hicks fick under loppet whisky med stryknin av sin tränare. När användningen av droger eskalerade började funktionärer att agera mot metoderna som gick emot idrottens sundhetsideal. År 1960 avled den danske cyklisten Knud Enemark Jensen under OS i Rom. Obduktionen visade att han var dopad med amfetamin.
I mitten av 1960-talet började man inom sportvärlden genomföra dopningstest och IOK började med detta 1967. Internationella cykelförbundet införde tester vid OS i Tokyo 1964. IOK införde dopningstester vid Olympiska spelen 1968. Den första att fällas för förbjudna substanser blev den svenske femkamparen Hans-Gunnar Liljenwall som fick lämna tillbaka sin bronsmedalj. Orsaken var en för hög alkoholhalt (0,81 promille) i blodet under skyttet i modern femkamp i Mexico City 1968.
Sedan dess har ett antal idrottare testats positivt. Den största skandalen följde 1988 då vinnaren på 100 meter Ben Johnson avslöjades. Trots testerna är det ett stort antal idrottare som bevisligen aldrig åkt fast. Detta visar bland annat dokument som hittats i arkiven från DDR där man systematiskt använde sig av dopning. Även i Västtyskland förekom systematisk doping som skedde med politikernas goda minne och till och med uppmuntrades av dem. I slutet av 1990-talet förbättrade IOK anti-dopningsarbetet i och med inrättandet av World Anti-Doping Agency (WADA).
År 2018 stängdes Ryssland av från att tävla i OS eftersom många tävlande var dopade under OS 2014 i Sotji. Ett fåtal fick dock delta på OS 2018 under den olympiska flaggan.

## Deltagande
Vid de första moderna spelen 1896 deltog 250 idrottare från 14 länder. Sedan dess har antalet deltagare stigit markant. Vid OS i Peking 2008 deltog över 11 000 idrottare från 204 länder fördelade på 32 sporter. Antalet deltagare vid vinterspelen är jämförelsevis betydligt mindre. Vid spelen i Turin 2006 deltog 2500 idrottare från 80 länder. Att antalet deltagarnationer och olympiska kommittéer överstiger antalet FN-medlemmar beror på att IOK inte följer strikta regler rörande suveränitet. Bland annat Guam och Amerikanska Samoa deltar i spelen trots att de tillhör USA. Sverige har deltagit i alla olympiska spel sedan 1896 med undantag för spelen 1904 i St. Louis.

### Kvinnors deltagande
Kvinnor tilläts delta första gången vid spelen i Paris 1900. Åren 1922 till 1934 hölls särskilda damolympiader. Vid OS 1992 var det fortfarande 35 länder som enbart skickade manliga idrottare till tävlingarna. De följande åren skedde en stor förändring. 1996 blev Lita Fariman den första kvinnliga deltagaren för Iran och 2000 skickade Bahrain för första gången kvinnliga deltagare. Första gången alla nationer tillät kvinnor att tävla var i London 2012. Saudiarabien var sist ut att godkänna kvinnligt deltagande för sin nation.

## Arrangörsorter
2018 kommer de olympiska spelen att ha arrangerats av 45 städer i 23 länder men huvuddelen i Europa och Nordamerika. OS 2016 i Rio de Janeiro var det första som arrangerades i Sydamerika. USA har varit värd för fyra sommar-OS och fyra vinter-OS, mer än någon annan. Storbritannien med London har varit värd för tre sommarolympiader (1908, 1948, 2012). Tyskland, Australien, Frankrike och Grekland har varit värd för sommar-OS vid två tillfällen vardera. Los Angeles, Paris, Aten är de städer som varit värdar vid två tillfällen. I vintersammanhang har Frankrike varit värd tre gånger och Schweiz, Österrike, Norge, Japan, Italien och Kanada två gånger. St. Moritz, Lake Placid och Innsbruck är de städer som arrangerat spelen mer än en gång i vintersammanhang.

### Olympiska sommarspelen
| Nummer | Årgång                      | Stad och land             | Kommentar                                                                  |
| ------ | --------------------------- | ------------------------- | -------------------------------------------------------------------------- |
| I      | Olympiska sommarspelen 1896 | Aten, Grekland            |                                                                            |
| II     | Olympiska sommarspelen 1900 | Paris, Frankrike          |                                                                            |
| III    | Olympiska sommarspelen 1904 | Saint Louis, USA          |                                                                            |
| IV     | Olympiska sommarspelen 1908 | London, Storbritannien    |                                                                            |
| V      | Olympiska sommarspelen 1912 | Stockholm, Sverige        |                                                                            |
| VI     | Olympiska sommarspelen 1916 | Berlin, Tyskland          | inställt på grund av världskrig                                            |
| VII    | Olympiska sommarspelen 1920 | Antwerpen, Belgien        |                                                                            |
| VIII   | Olympiska sommarspelen 1924 | Paris, Frankrike          |                                                                            |
| IX     | Olympiska sommarspelen 1928 | Amsterdam, Nederländerna  |                                                                            |
| X      | Olympiska sommarspelen 1932 | Los Angeles, USA          |                                                                            |
| XI     | Olympiska sommarspelen 1936 | Berlin, Tyskland          | Seglingstävlingarna hölls i Kiel                                           |
| XII    | Olympiska sommarspelen 1940 | Helsingfors, Finland      | inställt på grund av världskrig                                            |
| XIII   | Olympiska sommarspelen 1944 | London, Storbritannien    | inställt på grund av världskrig                                            |
| XIV    | Olympiska sommarspelen 1948 | London, Storbritannien    |                                                                            |
| XV     | Olympiska sommarspelen 1952 | Helsingfors, Finland      |                                                                            |
| XVI    | Olympiska sommarspelen 1956 | Melbourne, Australien     | Hästsporterna förlades till Stockholm, Sverige.                            |
| XVII   | Olympiska sommarspelen 1960 | Rom, Italien              |                                                                            |
| XVIII  | Olympiska sommarspelen 1964 | Tokyo, Japan              |                                                                            |
| XIX    | Olympiska sommarspelen 1968 | Mexico City, Mexiko       |                                                                            |
| XX     | Olympiska sommarspelen 1972 | München, Västtyskland     | Seglingstävlingarna hölls i Kiel                                           |
| XXI    | Olympiska sommarspelen 1976 | Montréal, Kanada          |                                                                            |
| XXII   | Olympiska sommarspelen 1980 | Moskva, Sovjetunionen     | Seglingstävlingarna hölls i Tallinn                                        |
| XXIII  | Olympiska sommarspelen 1984 | Los Angeles, USA          |                                                                            |
| XXIV   | Olympiska sommarspelen 1988 | Seoul, Sydkorea           |                                                                            |
| XXV    | Olympiska sommarspelen 1992 | Barcelona, Spanien        |                                                                            |
| XXVI   | Olympiska sommarspelen 1996 | Atlanta, USA              | Seglingstävlingarna hölls utanför Savannah                                 |
| XXVII  | Olympiska sommarspelen 2000 | Sydney, Australien        |                                                                            |
| XXVIII | Olympiska sommarspelen 2004 | Aten, Grekland            |                                                                            |
| XXIX   | Olympiska sommarspelen 2008 | Peking, Kina              | Seglingstävlingarna hölls i Qingdao, Kina, hästsporterna hölls i Hongkong. |
| XXX    | Olympiska sommarspelen 2012 | London, Storbritannien    |                                                                            |
| XXXI   | Olympiska sommarspelen 2016 | Rio de Janeiro, Brasilien |                                                                            |
| XXXII  | Olympiska sommarspelen 2020 | Tokyo, Japan              | Framflyttad till 2021 på grund av pandemin Covid-19.                       |
| XXXIII | Olympiska sommarspelen 2024 | Paris, Frankrike          | Surfingstävlingarna hölls på Tahiti i Oceanien                             |
| XXXIV  | Olympiska sommarspelen 2028 | Los Angeles, USA          |                                                                            |
| XXXV   | Olympiska sommarspelen 2032 | Brisbane, Australien      |                                                                            |

### Olympiska vinterspelen
| Nummer | Årgång                      | Stad och land                    | Kommentar                                                            |
| ------ | --------------------------- | -------------------------------- | -------------------------------------------------------------------- |
| I      | Olympiska vinterspelen 1924 | Chamonix, Frankrike              |                                                                      |
| II     | Olympiska vinterspelen 1928 | Sankt Moritz, Schweiz            |                                                                      |
| III    | Olympiska vinterspelen 1932 | Lake Placid, USA                 |                                                                      |
| IV     | Olympiska vinterspelen 1936 | Garmisch-Partenkirchen, Tyskland |                                                                      |
| —      | Olympiska vinterspelen 1940 | Sapporo, Japan                   | inställt på grund av världskrig                                      |
| —      | Olympiska vinterspelen 1944 | Cortina d'Ampezzo, Italien       | inställt på grund av världskrig                                      |
| V      | Olympiska vinterspelen 1948 | Sankt Moritz, Schweiz            |                                                                      |
| VI     | Olympiska vinterspelen 1952 | Oslo, Norge                      |                                                                      |
| VII    | Olympiska vinterspelen 1956 | Cortina d'Ampezzo, Italien       |                                                                      |
| VIII   | Olympiska vinterspelen 1960 | Squaw Valley, USA                |                                                                      |
| IX     | Olympiska vinterspelen 1964 | Innsbruck, Österrike             |                                                                      |
| X      | Olympiska vinterspelen 1968 | Grenoble, Frankrike              |                                                                      |
| XI     | Olympiska vinterspelen 1972 | Sapporo, Japan                   |                                                                      |
| XII    | Olympiska vinterspelen 1976 | Innsbruck, Österrike             |                                                                      |
| XIII   | Olympiska vinterspelen 1980 | Lake Placid, USA                 |                                                                      |
| XIV    | Olympiska vinterspelen 1984 | Sarajevo, Jugoslavien            |                                                                      |
| XV     | Olympiska vinterspelen 1988 | Calgary, Kanada                  |                                                                      |
| XVI    | Olympiska vinterspelen 1992 | Albertville, Frankrike           |                                                                      |
| XVII   | Olympiska vinterspelen 1994 | Lillehammer, Norge               |                                                                      |
| XVIII  | Olympiska vinterspelen 1998 | Nagano, Japan                    |                                                                      |
| XIX    | Olympiska vinterspelen 2002 | Salt Lake City, USA              |                                                                      |
| XX     | Olympiska vinterspelen 2006 | Turin, Italien                   |                                                                      |
| XXI    | Olympiska vinterspelen 2010 | Vancouver, Kanada                |                                                                      |
| XXII   | Olympiska vinterspelen 2014 | Sotji, Ryssland                  |                                                                      |
| XXIII  | Olympiska vinterspelen 2018 | Pyeongchang, Sydkorea            | Nord- och Sydkorea tävlar tillsammans i ishockey under namnet Korea. |
| XXIV   | Olympiska vinterspelen 2022 | Peking, Kina                     |                                                                      |
| XXV    | Olympiska vinterspelen 2026 | Milano-Cortina, Italien          |                                                                      |
| XXVI   | Olympiska vinterspelen 2030 | Franska Alperna                  |                                                                      |
| XXVII  | Olympiska vinterspelen 2034 | Salt Lake City, Utah, USA        |                                                                      |